# Leptynoma appendiculata
Leptynoma appendiculata är en tvåvingeart som först beskrevs av Mario Bezzi 1926.  Leptynoma appendiculata ingår i släktet Leptynoma och familjen Vermileonidae. Inga underarter finns listade i Catalogue of Life.